# Ирско море
Ирско море (ир. Muir Eireann) је унутрашње море које је са запада и истока оивичено острвима Ирска и Велика Британија. Припада акваторији Северног Атлантика са којим је повезано преко два уска мореуза: на југу је Пролаз Светог Ђорђа (веза ка Келтском мору) док је на северу Северни пролаз. На његове обале излазе Република Ирска и Северна Ирска на западу, Шкотска и Енглеска на истоку те Велс на југоистоку, док се у најширем делу на северу налази Острво Мен (уједно и друго највеће острво у мору). Поред Мена веће димензије има и острво Англси уз северну велшку обалу. The term Manx 
Овако ограничена акваторија има површину од око 104.000 км². Дужина од севера ка југу је 210 км, док је ширина у северном делу нешто већ и креће се до 240 км. Просечна дубина је 43 м (максимална дубина 175 м на крајњем северу уз обалу Шкотске). Настало је у терцијару услед потапања копна између два поменута острва. Током последњег леденог доба пре 20.000 година доживело је драматичне промене када је било претворено у слатководно језеро. По окончању глацијалног периода (пре 10.000 година) а услед раста нивоа светског мора постепено је повезано са морем. Глацијација је имала и велики утицај на данашњи рељеф. Обале су јако разуђене и карактеришу их бројни заливи и фјордови, посебно у Шкотској.
У привредном погледу Ирско море је веома важна трговачка рута и значајно риболовно подручје. Између Британије и Ирске годишње се бродовима преко овог мора превезе преко 12 милиона путника и 17 милиона тона робе. Дуж његових обала изграђене су бројне ветрелектране те нуклеарне електране. Агенција Гринпис је 2001. издала саопштење по коме је Ирско море загађено високом дозом радијације чији главни извор су воде којима се хладе реактори нуклеарке Селафилд у северној Енглеској.
Највећи градови и најважније луке које леже на његовим обалама су Даблин и Дрогеда у Ирској, Ливерпул, Блекпул и Саутпорт у Енглеској, Бангор и Белфаст у Северној Ирској, Рил у Велсу и Даглас на Мену. У античким списима Ирско море је било познато и као лат. Oceanus Hibernicus.

## Топографија
Ирско море се спаја са северним Атлантиком на свом северном и на јужном крају. На северу, веза је преко Северног канала између Шкотске и Северне Ирске и Малинског мора. Јужни крај је повезан са Атлантиком преко пролаза Светог Ђорђа између Ирске и Пемброкшира и Келтског мора. Оно се састоји од дубљег канала дужине око 300 km (190 mi) и ширине 30—50 km (20—30 mi) на западној страни и плићих залива на истоку. Дубина западног канала креће се од 80 m (260 ft) до 275 m (900 ft).
Залив Кардиган на југу, и воде источно од острва Ман, дубоке су мање од 50 m (160 ft). Са укупном запремином воде од 2.430 km3 (580 cu mi) и површином од 47.000 km2 (18.000 sq mi), 80% се налази западно од острва Ман. Највећи пешчани спрудови су Бахама и Кинг Вилијам Банкс источно и северно од острва Ман и Киш Банк, Кодлинг Банк, Арклоу Банк и Блеквотер Банк у близини обале Ирске. Ирско море, у својој највећој ширини, има 200 km (120 mi) и сужава се на 75 km (47 mi).
Међународна хидрографска организација дефинише границе Ирског мора (са пролазом Светог Ђорђа) на следећи начин,
На северу. Јужна граница Унутрашњих мора код западне обале Шкотске, дефинисана као линија која спаја јужни крај Мал Галовеја (54°38'С) у Шкотској и Баликвинтин Појнт (54°20'С) у Северној Ирској.
На југу. Линија која спаја Ст. Дејвидс Хед у Велсу (51° 54′ N 5° 19′ W / 51.900° С; 5.317° З) до Карнсор Појнта у Ирској (52° 10′ N 6° 22′ W / 52.167° С; 6.367° З).
Ирско море је претрпело низ драматичних промена током последњих 20.000 година пошто се последњи глацијални период окончао и замењен је топлијим условима. На врхунцу глацијације, централни део савременог мора је вероватно било дуго слатководно језеро. Како се лед повукао пре 10.000 година, језеро се поново спојило са морем.

## Историја
Ирско море је настало у неогеној ери. Значајни прелази укључују неколико инвазија из Британије. Инвазија Нормана на Ирску одвијала се у више фаза током касног 12. века од Портклеја близу Сент Дејвидса у Велсу, у Халксу, Снекарсу, Килсу и Когсу до луке Вексфорд, Лејнстер. Тјудори су прешли Ирско море да би извршили инвазију 1529. у каравелама и каракама. Године 1690, енглеска флота је отпловила у Вилијамајтски рат у Ирској из Хојлејка, Вирал, и као резултат тога одлазак постаје трајно познат као Кингс Гап.

## Шпедиција
Ирска нема ни тунел, ни мост, који би је повезао са Великом Британијом, и стога се велика већина трговине тешком робом обавља морским путем. Луке Северне Ирске претоваре 10×106 t (9.800.000 long tons; 11.000.000 short tons) робне размене са остатком Уједињеног Краљевства годишње; луке у Републици Ирској претоваре 76×106 t (75.000.000 long tons; 84.000.000 short tons), што представља 50% и 40% респективно од укупне трговине по тежини.
Кроз луку Ливерпул прође 32×106 t (31.000.000 long tons; 35.000.000 short tons) терета и 734.000 путника годишње. Лука Холихед услужује већину путничког саобраћаја из лука Даблина и Дан Лири, као и33×106 t (32.000.000 long tons; 36.000.000 short tons) терета.
Луке у Републици услужују 3.600.000 путника који прелазе море сваке године, што је 92% свих путовања на Ирском мору.
Трајектне везе од Велса до Ирске преко Ирског мора укључују луку Фишгард и Пембрук до Рослера, Холихед до Дан Лирија, и Холихед до Даблина. Из Шкотске, Кејнрајан се повезује и са Белфастом и са Ларном. Постоји и веза између Ливерпула и Белфаста преко острва Мен или директно из Беркенхеда. Највећим аутомобилским трајектом на свету, Јулисес, управља Ајриш Ферис на рути Дублин Порт–Холихед; Стина Лајн такође саобраћа између Британије и Ирске.
„Ирско море“ је такође назив једне од BBC-јевих области за поморску временску прогнозу дефинисаних координатама:
- 54° 50′ N 05° 05′ W / 54.833° С; 5.083° З
- 54° 45′ N 05° 45′ W / 54.750° С; 5.750° З
- 52° 30′ N 06° 15′ W / 52.500° С; 6.250° З
- 52° 00′ N 05° 05′ W / 52.000° С; 5.083° З

Британски брод ЛЦТ 326 потонуо је у Ирском мору и откривен је у марту 2020. У септембру 2021. откривен је брод британске морнарице ХМС Меркури који је потонуо је 1940. Британски брод СС Месаба који је потопио Насиз 1918. године, откривен је више од сто година касније, 2022. Овај брод је добро познат по пловидби у близини Титаника и по покушају да упозори Титаник о опасним сантама леда.